# Constitution Hill

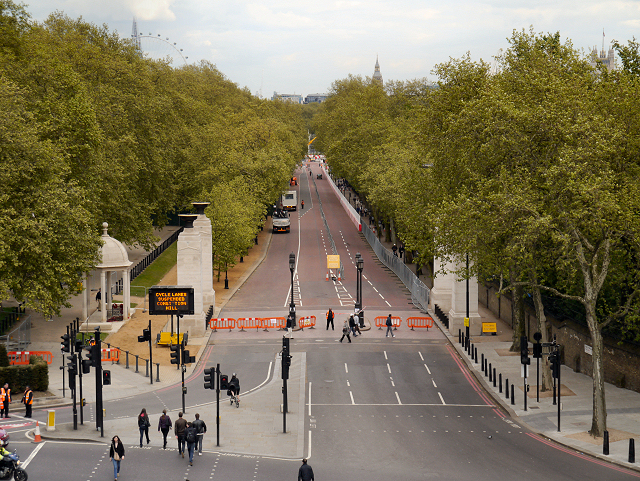
Constitution Hill

Constitution Hill is een straat in het Londense Westminster.
De weg verbindt het westelijke deel van The Mall met Hyde Park Corner en loopt tussen Buckingham Palace en Green Park (park). Hoewel er een geringe verhoging in de weg is, is de naam ‘Hill’ nauwelijks gerechtvaardigd.
In de jaren 1820 werd een smalle weg heringericht in verband met de ontwikkeling van Buckingham Palace, om een officiële route te vormen van het paleis naar Hyde Park. De weg is op zondag gesloten voor verkeer.
Wellington Arch op Hyde Park Corner was het oorspronkelijke hoogtepunt van de ceremoniële route, maar tegenwoordig staat deze boog op een druk verkeersknooppunt.
Op 29 juni 1850 werd de Britse politicus Robert Peel van zijn paard gegooid op deze weg en het paard viel op hem, waardoor hij ernstige verwondingen opliep. Hij stierf drie dagen later.
Er is nog een straat in Engeland met de naam Constitution Hill, in de stad Birmingham.